# Calofulcinia integra
Calofulcinia integra är en bönsyrseart som beskrevs av Werner 1928. Calofulcinia integra ingår i släktet Calofulcinia och familjen Iridopterygidae. Inga underarter finns listade i Catalogue of Life.